# Gdańskie Wydawnictwo Oświatowe
Gdańskie Wydawnictwo Oświatowe (GWO) – polskie wydawnictwo specjalizujące się w podręcznikach dla szkół. Jest to jedno z pierwszych prywatnych wydawnictw edukacyjnych w Polsce.

## Historia
Gdańskie Wydawnictwo Oświatowe powstało w 1991 roku. Wydawnictwo zaistniało na rynku dzięki serii tzw. „zeszytów gdańskich” i kalendarzy, przygotowujących do egzaminów szkolnych.

## Publikacje
Gdańskie Wydawnictwo Oświatowe wydaje podręczniki dla szkół podstawowych i średnich do matematyki, języka polskiego i historii. Oprócz podręczników do matematyki z serii Matematyka z plusem – GWO wydaje książki do edukacji wczesnoszkolnej pt. Lokomotywa, języka polskiego (Między nami – szkoła podstawowa, Sztuka wyrazu – szkoła średnia), historii (Podróże w czasie – szkoła podstawowa, Ślady czasu – szkoła średnia) i fizyki (Fizyka z plusem). Wydaje również podręczniki z serii „To nasz świat” do takich przedmiotów jak fizyka, biologia, geografia i przyroda, oraz książki pomocnicze. Oprócz tego w ramach programu Lepsza Szkoła, oferuje serię testów sprawdzających umiejętności uczniów, Sesje z Plusem.
Gdańskie Wydawnictwo Oświatowe realizuje również projekty interaktywne, w skład których wchodzą kursy internetowe (Matematura.pl, Matlandia, Gimplus), internetowe mapy historyczne (Historyczna Mapa Polski oraz Mapa Imperium Rzymskiego), jak i aplikacje online, wspierające pracę nauczycieli (Kompozytor klasówek).

## Projekty edukacyjne
Wydawnictwo zainicjowało w 2002 roku projekt edukacyjny Lepsza Szkoła obejmujący nauczycieli matematyki, języka polskiego, historii, fizyki i biologii. Jego główne cele to badanie efektywności nauczania, rozwijanie integracji międzyprzedmiotowej oraz kształcenie nauczycieli. Także projekt Interaktywna matematyka mający na celu podwyższenie poziomu nauczania matematyki w gimnazjach z powiatu kartuskiego przez upowszechnienie nowoczesnych metod nauczania matematyki z zastosowaniem innowacyjnych narzędzi multimedialnych – tablic interaktywnych. Projekt zakładał, że dzięki wykorzystaniu nowoczesnych technologii uda się skupić uwagę uczniów, zwiększając ich motywację, zaangażowanie w tok zajęć, a tym samym – efektywność nauki.
Kolejnym projektem była pomoc w rozwoju Akademii 30+ założonej przez Gdańską Fundację Rozwoju oraz Fundację dla Uniwersytetu Jagiellońskiego. Akademia 30+ to projekt typu non-profit, działający w Krakowie, Częstochowie oraz w Trójmieście. Dzięki Akademii 30+ osoby czynne zawodowo, które nie mają dużo wolnego czasu, mogą dalej kształcić się i rozwijać swoje zainteresowania, uczęszczając na warsztaty i wykłady prowadzone przez specjalistów z całej Polski.
GWO jest partnerem w Konkursie Wiedzy o Uniwersytecie Jagiellońskim organizowanym przez fundację dla Uniwersytetu Jagiellońskiego, skierowanym do maturzystów z całej Polski.